# 실비아 알론소
실비아 알론소(Silvia Alonso, 1989년 12월 28일 ~ )는 스페인의 배우이다.